# Damiano Russo
Damiano Russo (Bari, 26 luglio 1983 – Roma, 21 ottobre 2011) è stato un attore italiano.

## Biografia

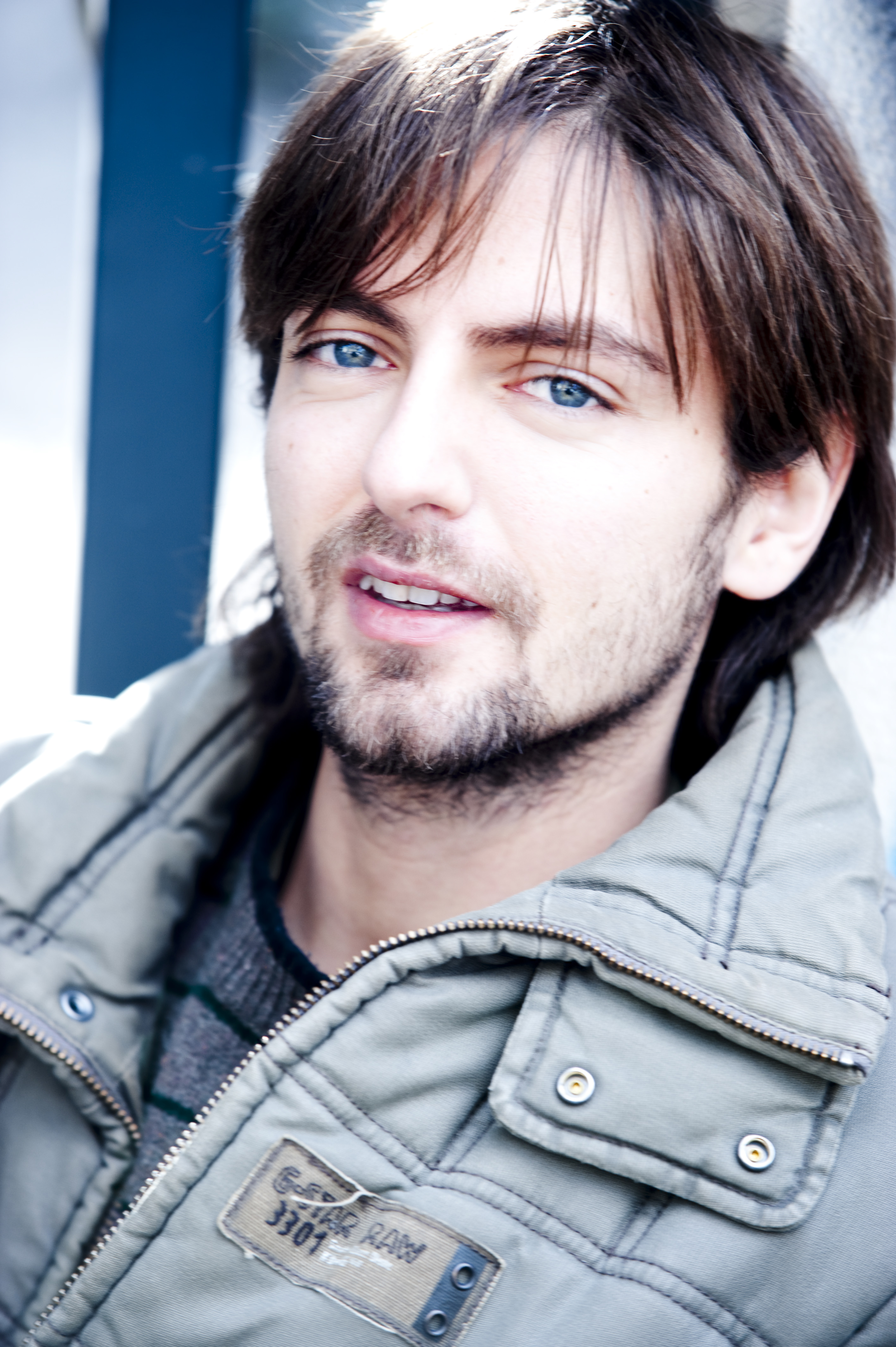
Damiano Russo

Dopo aver debuttato nel cinema all'età di 15 anni con il film Io non ho la testa, regia di Michele Lanubile, nel 1999 recitò in Tutto l'amore che c'è film diretto da Sergio Rubini (anche qui come protagonista). Questa seconda pellicola gli valse il premio Capitello d'Oro al Sannio Film Festival e una nomination ai Globi d'oro come migliore attore esordiente.
Nel 2001 esordì sul piccolo schermo con la serie tv di Rai 2, Compagni di scuola.
Successivamente lavorò in molte altre fiction tv, tra cui la miniserie di Rai Uno, Il veterinario (dove interpretava il figlio di Gigi Proietti) e la soap opera di Rai 3 Un posto al sole. Recitò inoltre nel film TV La notte breve, nelle miniserie televisive Medicina generale, I liceali ed I liceali 2 (nel ruolo di Fabio Petrucci) e in diversi episodi di R.I.S. - Delitti imperfetti e Distretto di Polizia.
Ai lavori televisivi alternò pellicole cinematografiche come Nel mio amore (film d'esordio alla regia di Susanna Tamaro) o Una sconfinata giovinezza (regia di Pupi Avati).
Nel 2011 fece parte del cast della prima serie del film-tv di Canale 5 prodotto e interpretato da Raoul Bova Come un delfino, nei panni di Nazi.
Morì a Roma la sera del 21 ottobre 2011, all'età di 28 anni in seguito a un incidente stradale in moto avvenuto il giorno prima, a pochi passi dalla casa dove viveva, in via Prenestina, dalla quale era appena partito in sella alla sua Honda.
Domenica 23 ottobre presso il Teatro Valle nel centro di Roma, la famiglia, amici e colleghi si sono riuniti per rendere omaggio a Damiano, dando la possibilità a chi non si sarebbe potuto recare a Bari per i funerali del 26 ottobre successivo, per un ultimo saluto. A rendere omaggio all'attore, c'erano Sergio Rubini, Giorgio Tirabassi, Paolo Sassanelli, Stefano Reali e diversi produttori e registi, oltre a una lettera inviata da Laura Chiatti, alcuni membri del cast di Come un delfino e tutto il gruppo dei ragazzi del cast de I liceali, che tutti insieme hanno letto una lettera dedicata a Russo.

### Tributi
A circa dieci anni dalla morte, il Comune di Bari ha intitolato a Damiano un giardino nel quartiere di Poggiofranco, dove egli era cresciuto.
Il 21 ottobre 2021, la città di Bari ha dedicato a Damiano una cerimonia commemorativa, nel corso della quale il presidente del Municipio II ha ricordato Damiano come «un figlio indimenticato di questa città».

## Filmografia

### Cinema
- Io non ho la testa, regia di Michele Lanubile (1998)
- Tutto l'amore che c'è, regia di Sergio Rubini (2000)
- Nel mio amore, regia di Susanna Tamaro (2004)
- Non te ne andare, regia di Alessandro Porzio (2009)
- Una sconfinata giovinezza, regia di Pupi Avati (2010)

### Televisione
- Compagni di scuola, regia di Tiziana Aristarco e Claudio Norza - Serie TV - Rai 2 (2001)
- La tassista, regia di José María Sánchez - Miniserie TV - Rai 1 (2004)
- Distretto di Polizia 5, regia di Lucio Gaudino - Serie TV - Canale 5, episodio 5x10 (2005)
- Il veterinario, regia di José María Sánchez - Miniserie TV - Rai Uno (2005)
- Un posto al sole, registi vari  - Soap opera - Rai 3 (2006)
- La notte breve, regia di Camilla Costanzo e Alessio Cremonini - Film TV - Rai 2 (2006)
- Medicina generale, regia di Renato De Maria - Serie TV - Rai 1 - Episodio: Errori  (2007)
- R.I.S. 3 - Delitti imperfetti, regia di Pier Belloni - serie TV, episodio 3x07 (2007)
- I liceali, regia di Lucio Pellegrini e Giulio Manfredonia - Miniserie TV - Joi e Canale 5  (2008)
- Distretto di Polizia 8, regia di Alessandro Capone - Serie TV - Canale 5, episodio 8x09 (2008)
- Così vanno le cose, regia di Francesco Bovino - Film TV - Joi (2008)
- I liceali 2, regia di Lucio Pellegrini e Francesco Amato - Miniserie TV - Joi e Canale 5 (2009)
- Come un delfino, regia di Stefano Reali (2011)
- Benvenuti a tavola - Nord vs Sud, regia di Francesco Miccichè (2012) - Episodio: "Grazie dei fiori" (postumo)
- Come un delfino 2, regia di Stefano Reali (2013) (Il funerale del personaggio, insieme ad immagini della prima serie, sono stati inseriti in omaggio postumo a Damiano)

### Cortometraggi
- Ice Scream, regia di Roberto De Feo e Vito Palumbo (2009)
- La rivoluzione russa, regia di Vincenzo Santo (2009)